# Edifici Martinelli
L'Edifici Martinelli (en portuguès: Edifício Martinelli), amb 30 pisos, fou el primer gratacel del Brasil. És situat a São Paulo.
La construcció de l'edifici va començar el 1922 i fou inaugurat el 1929 amb 12 pisos. La construcció va seguir fins al 1934. La feina es va acabar quan l'edifici va arribar als 30 pisos (130 metres). Fou dissenyat per l'empresari italobrasiler Giuseppe Martinelli i era propietat de l'Istituto Nazionale di Credito per il Lavoro Italiano all'Estero.
Quan el Brasil va entrar en la Segona Guerra Mundial, es van expropiar els actius dels italians després de declarar la guerra al país transalpí. L'immoble de luxe es va dividir en 103 propietats i subhastats entre la classe obrera. L'edifici va deteriorar-se ràpidament per manca de manteniment i l'incivisme dels residents, fins al punt que l'alcalde Olavo Setúbal va recuperar-lo el 1975, i va iniciar una remodelació conclosa el 1979. Actualment, acull les oficines del Departament Municipal d'Habitatge i planificació, les empreses Emurb i Cohab-SP, la seu central de l'Associació de Bancs de Sao Paulo, i diverses botigues a la planta baixa.